# Apollon Patras BC
O Apollon Patras Basketball Club (em homenagem ao deus grego Apolo) é um clube profissional de basquetebol sediado na cidade de Patras, Grécia que atualmente disputa a Liga Grega. Foi fundado em 1947 e manda seus jogos na Apollon Patras Indoor Hall com capacidade para 3.500.